# دحمان دفنون
دحمان دفنون (انگلیسی: Dahmane Defnoun؛ زادهٔ ۸ مهٔ ۱۹۳۶) بازیکن فوتبال اهل الجزایر بود.
از باشگاه‌هایی که در آن بازی کرده‌است می‌توان به باشگاه فوتبال آنژه، باشگاه فوتبال نصر حسین دای، و باشگاه فوتبال القبائل اشاره کرد.
وی همچنین در تیم ملی فوتبال الجزایر بازی کرده‌است.